# Student

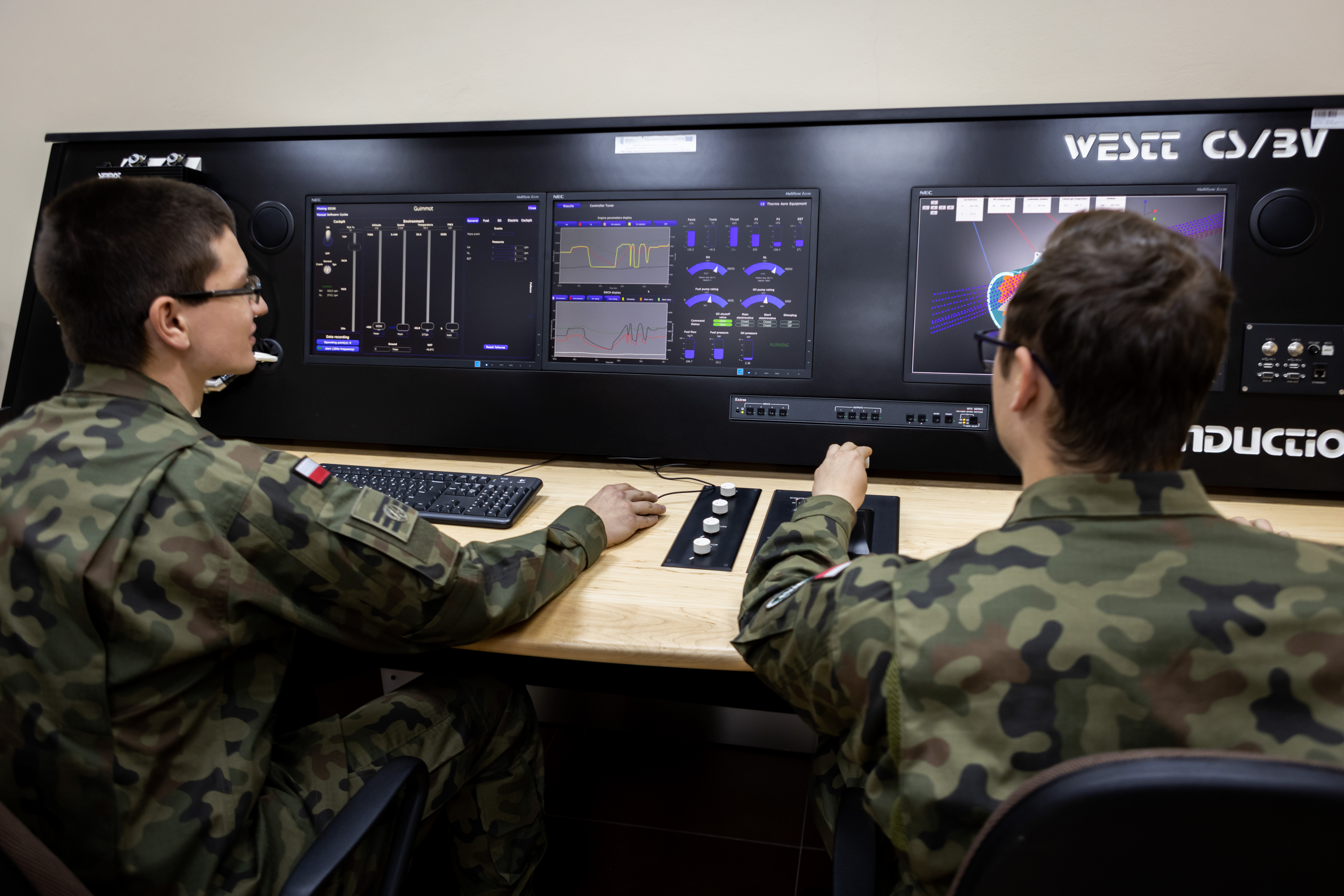
Studenci Wojskowej Akademii Technicznej podczas zajęć

Student (łac. studere – starać się, przykładać się do czegoś) – w języku polskim w XXI wieku, osoba kształcąca się na studiach wyższych.
W dawnej Galicji mianem studenta zwykło się określać ucznia gimnazjum; słuchaczy uniwersytetu nazywano natomiast akademikami. Dawniej studentów nazywano żakami.

## Historia

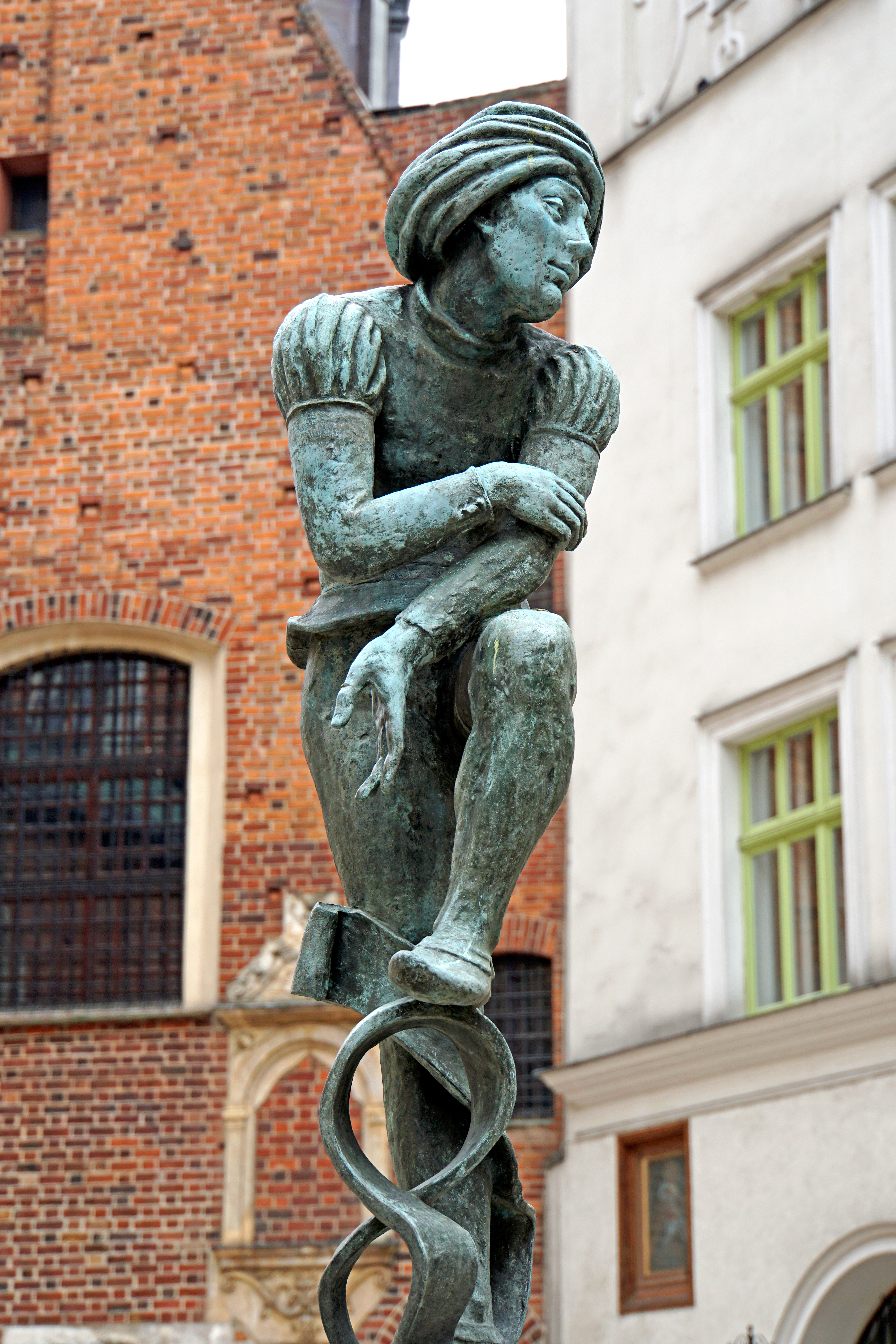
Figura żaka w Krakowie na placu Mariackim

W średniowieczu i we wczesnej nowożytności studenci mieli szczególny status prawny, a uniwersytety posiadały własny wymiar sprawiedliwości, któremu podlegali studenci, profesorowie i inne osoby zatrudniane przez uniwersytet. Studenci byli niegdyś przez mieszczan ośrodków uniwersyteckich kojarzeni z pijaństwem i wszczynaniem burd. Jednocześnie, jako wyjęci spod jurysdykcji sądów miejskich, byli za naruszenia ładu publicznego przez swe uczelnie karani stosunkowo łagodnie, często tylko wtrąceniem do karceru na kilka dni. Powodowało to niechęć do studentów w ośrodkach uniwersyteckich.
W średniowieczu rola uniwersytetów była szersza, gdyż obejmowała zadania tak odpowiadające dzisiejszemu kształceniu średniego stopnia, jak i wyższemu kształceniu akademickiemu. Z tej przyczyny wyróżniano w średniowieczu różne typy studentów. Najbardziej powszechnym był scholaris simplex, czyli osoba studiująca krócej niż dwa lata na wydziale filozoficznym lub artystycznym tzw. siedem sztuk wyzwolonych. Możliwe były też studia trwające dwa do dwóch i pół roku i odbywające się pod kierunkiem magistra. Absolwent otrzymywał tytuł bakałarza, co dawało uprawnienia do podjęcia pracy nauczyciela. Po dalszych, trwających dwa lub trzy lata studiach na tym samym wydziale, obejmujących także współudział w dydaktyce, student mógł się starać o stopień magistra. Dopiero po ukończeniu takich studiów można było podjąć dalsze na tzw. wyższym wydziale (teologia, medycyna lub prawo), połączone z obowiązkiem pracy dydaktycznej – stanowili oni w średniowieczu większą część kadry naukowej. Istniała jednak możliwość wykupienia się od tego obowiązku. Tylko 2 do 5% spośród tych, którzy podjęli studia, kończyło wyższe wydziały. Ukończenie wyższego wydziału następowało z reguły w wieku 25 do 30 lat, a zatem po około 10 latach studiów i dawało przywilej ubiegania się o tytuł doktorski. Wreszcie istnieli studenci wywodzący się z wyższych warstw społecznych, przede wszystkim patrycjatu, którzy nie zdobywali pełnego wykształcenia uniwersyteckiego, od razu przystępując do nauki przedmiotów zawodowych, przede wszystkim związanych z prawem.
W średniowiecznych uniwersytetach włoskich rektor był wybierany przez studentów, zaś profesorowie byli traktowani jako osoby wynajęte przez studentów i byli przez nich bezpośrednio opłacani. W innych krajach uniwersytety były bardziej zależne od biskupów, a ich środki utrzymania w większym stopniu pochodziły z beneficjów. Studenci byli na różnych uniwersytetach grupowani wedle dwóch różnych zasad. Pierwsza, wywodząca się z Uniwersytetu w Bolonii, przypisywała studentów do grup na podstawie ich pochodzenia z różnych krajów i regionów (nationes). Odmiennie postępowano w Paryżu, gdzie dzielono studentów wedle przedmiotów, których uczyli się i które nauczali (facultates) – choć i tam istniała instytucja „natio”, o mniejszym znaczeniu. Jeszcze w średniowieczu zasada paryska rozpowszechniła się, obecnie stanowi zaś standard (jedynie w Szwecji istnieją pozostałości zasady wywodzącej się z Bolonii).
Wraz z wyodrębnieniem się we wczesnej nowożytności lepiej zorganizowanych państw terytorialnych o jednolitej administracji i strzeżonych granicach oraz wzroście związanej z tym biurokracji wzrosła rola wykształcenia akademickiego, a co za tym idzie, pozycja społeczna studentów. Jednocześnie uniwersytety wykorzystywały wzrost zainteresowania studiami, wprowadzając opłaty za wszelkie czynności administracyjne. Jednocześnie rozwinięto nauczanie w bardziej związanym z ówczesnymi potrzebami kierunku, np. w matematyce kładąc nacisk na geometrię, potrzebną przy projektowaniu fortec. W tym czasie wprowadzono też exercitia, czyli pierwowzór dzisiejszych zajęć ćwiczeniowych oraz studia, które zapoczątkowały tradycję sportu akademickiego, obejmując naukę fechtunku i tańca.
Studenci mieszkali we wczesnej epoce nowożytnej na kwaterach prywatnych. Dochody związane z zakwaterowaniem studentów, ich wyżywieniem, a także w dużej mierze związane z prostytucją miały duże znaczenie dla mniejszych miast uniwersyteckich. Duże zyski czerpali także drukarze, introligatorzy, płatnerze czy osoby trudniące się wynajmowaniem koni. W przypadku konfliktów zdarzały się demonstracyjne przypadki opuszczenia miasta przez studentów i ich profesorów, co mogło prowadzić do upadku gospodarczego miasta. Zwykle miasto spełniało postulaty studentów, zaś oni wracali wśród wiwatów mieszczan. Zdarzały się jednak przypadki, że studenci i profesorowie przyjmowali ofertę innego miasta i przenosili uniwersytet.
W XVIII wieku zaczęto powszechnie wprowadzać umundurowanie wojska i różnych służb państwowych, nawiązujące zwykle do barw poszczególnych państw. Również studenci przejęli ten zwyczaj, podkreślając swoje pochodzenie. Zaczęły się kształtować korporacje akademickie.

## Współczesne polskie statystyki
- W roku 1979 liczba studentów wynosiła ok. 500 000 osób.
- W roku 1988 studiujących było ok. 300 000 osób[5].
- W roku akademickim 2004/2005 było w Polsce 1926,1 tysiąca studentów, z czego 923,1 tys. studentów studiów dziennych, 66,0 tys. wieczorowych, 913,5 tys. zaocznych i 23,5 tys. eksternistycznych.[potrzebny przypis]

Studenci w Polsce według typów szkół wyższych (w tysiącach):
- Uniwersytety 554,9
- Wyższe szkoły techniczne 340,2
- Wyższe szkoły rolnicze 107,6
- Wyższe szkoły ekonomiczne 387,9
- Wyższe szkoły pedagogiczne 133,8
- Akademie medyczne 44,5
- Wyższe szkoły morskie 12,1
- Akademie wychowania fizycznego 27,0
- Wyższe szkoły artystyczne 15,1
- Wyższe szkoły teologiczne 10,4
- Wyższe szkoły zawodowe 207,1
- Szkoły podległe MON 11,5
- Szkoły podległe MSWiA 1,8
- Pozostałe szkoły (niepaństwowe o profilu uniwersyteckim) 72,2

## Kultura studencka

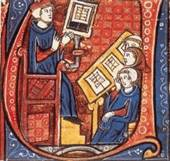
Studenci na średniowiecznej miniaturze

Współczesna kultura studencka, w tym piosenka studencka, w znacznym stopniu wywodzi się ze średniowiecznej kultury studenckiej. Wielkimi dziełami studenckiej literatury średniowiecznej są Carmina Burana, dzieła Archipoety i wagantów, do dzieł kultury studenckiej Renesansu można zaliczyć Listy ciemnych mężów (Epistulae virorum obscurorum). Z polskiej kultury studenckiej średniowiecza zachowało się niewiele: kilka listów miłosnych i sławny humorystyczny wierszyk makaroniczny „dum bibo piwo stat mihi kolano krzywo”.